# Odyssey Number Five
| Đánh giá chuyên môn    | Đánh giá chuyên môn |
| Nguồn đánh giá         | Nguồn đánh giá      |
| Nguồn                  | Đánh giá            |
| ---------------------- | ------------------- |
| Allmusic               | [ 1 ]               |
| Robert Christgau       | [ 2 ]               |
| CMJ                    | (favourable)        |
| Entertainment Weekly   | B+                  |
| Los Angeles Times      | [ 5 ]               |
| New Straits Times      | (favourable)        |
| New York Post          | (highly favourable) |
| The New Zealand Herald | [ 8 ]               |
| PopMatters             | (favourable)        |
| Q                      | [ 10 ]              |

Odyssey Number Five là album thứ tư của ban nhạc rock Úc Powderfinger, được sản xuất bởi Nick DiDia và phát hành vào ngày 4 tháng 9 năm 2000 bởi Universal Music. Nó đã giành giải thưởng âm nhạc ARIA năm 2001 cho hạng mục Album bán chạy nhất, Nhóm hay nhất và Album nhạc rock hay nhất. Đây là album là ngắn nhất của ban nhạc, tập trung vào các vấn đề xã hội, chính trị và tình cảm đã xuất hiện trong các tác phẩm trước đó, đặc biệt là Internationalist.
Album sản xuất bốn đĩa đơn. Thành công nhất, My Happiness, đạt vị trí thứ 4 trên Bảng xếp hạng đĩa đơn ARIA, giành giải thưởng âm nhạc ARIA năm 2001 cho "Đĩa đơn của năm", và đứng đầu danh sách 100 người nổi tiếng nhất của Triple J năm 2000. Album này cũng có These Day, đứng đầu 100J Hot nhất của Triple J năm 1999. Album này cũng được xếp ở vị trí số 1 trong cuộc bình chọn 100 album hay nhất mọi thời đại của Úc năm 2014.
Nhiều nhà phê bình ca ngợi album là tác phẩm hay nhất của Powderfinger; một người tuyên bố rằng album là "đỉnh cao", tuy nhiên, những người khác lại chỉ trích sự "bắt chước" có trong album. Nhìn chung, album đã giành được năm giải thưởng âm nhạc ARIA vào năm 2001 và được chứng nhận bạch kim bảy lần, và tiếp tục được nhận lần thứ tám vào năm 2004. Odyssey Number Five là album đầu tiên của Powderfinger được xếp hạng tại Hoa Kỳ, và ban nhạc đã lưu diễn khắp Bắc Mỹ để quảng bá phát hành.

## Bối cảnh, ghi âm, và sản xuất
Trong một cuộc phỏng vấn năm 1997, tay bass của Powderfinger John Collins đã gợi ý rằng album tiếp theo của nhóm sẽ giống với album trước của họ, Internationalist, trong khi trưởng nhóm Bernard Fanning nói vào tháng 9 năm 2000 rằng lời bài hát trong album, giống như những bài hát trong Waiting for the Sun, là "cá nhân và trực tiếp nhất" của anh ấy. Fanning cho biết lời bài hát của anh dựa trên "những trở ngại trong cách quan hệ, đặc biệt là trong tình huống công việc của mọi người".
Powderfinger đã làm việc với nhà sản xuất Nick DiDia trên Odyssey Number Five, như họ đã thực hiện trên Internationalist, hoàn thành album vào tháng 8 năm 2000 sau sáu tuần ghi âm.  Ban nhạc đã dành thời gian này để đảm bảo các bài hát chất lượng cao hơn so với Internationalist, trong đó có các bài hát không phù hợp với Passenger.
Odyssey Number Five là album ngắn nhất của Powderfinger khi được thu âm, chạy trong khoảng 45 phút. Trọng tâm của album là sự kiềm chế, với lời bài hát đơn giản hơn trước đây và với một thông điệp đơn giản.  Fanning nói về đạo đức sáng tác bài hát của mình: "Bạn hãy thử và biến nó thành thứ gì đó có một số chất, nhưng đồng thời, bạn không bao giờ có thể làm điều đó với cái giá của nó có liên quan đến những gì bạn đang hát."  Người quản lý của Powderfinger, Paul Piticco nhận xét rằng "đạo đức của họ là đẩy các giới hạn về khả năng sáng tác bài hát của họ".
Giống như album Internationalist trước đây của Powderfinger, Odyssey Number Five nhận xét rất nhiều về các vấn đề xã hội và chính trị, với trọng tâm chính là vấn đề thổ dân. Lời bài hát Like a Dog đã tấn công chính phủ tự do của cựu Thủ tướng Úc John Howard vì đối xử với người Úc bản địa, và phá vỡ lời hứa "thoải mái và dễ chịu" mà ông đưa ra trong cuộc bầu cử liên bang Úc năm 1996. Ca sĩ chính Bernard Fanning liên quan này để đạo đức khác của ban nhạc lập từ chối xuất hiện trên Hey Hey it's Saturday, cho người phản đối gay bình luận, hoặc không cho phép các bài hát Powderfinger được sử dụng trong đoạn nhạc, giữa những người khác nói: "Chúng tôi không ở đây để làm gương, chúng tôi chỉ muốn hạnh phúc với chính mình và không kết thúc với một lương tâm tội lỗi. "  Fanning nói rằng mặc dù Like a Dog liên quan đến vấn đề chính trị, nhưng đó không phải là một bài hát chính trị, mà chỉ là Powderfinger "nói lên ý kiến của chúng tôi".  Ban nhạc đã làm việc với võ sĩ Anthony Mundine trong video âm nhạc của bài hát, được Fanning ca ngợi là "người dẫn đầu hoàn hảo, về nội dung của bài hát và thực tế là anh ấy đã chuẩn bị để nói lên những gì anh ấy tin tưởng." 
Cùng với việc cung cấp bình luận xã hội, Odyssey Number Five cũng thảo luận về tình yêu, một mô típ định kỳ trong sáng tác của Fanning. Fanning lưu ý rằng một trong những nguyên nhân của điều này là niềm đam mê của anh ấy đối với âm nhạc linh hồn và phúc âm, nói rằng anh ấy "nghe nhiều nhạc tâm hồn không biết xấu về tình yêu và nó khiến bạn cảm thấy tốt như thế nào".  Tay guitar chính Ian Haug đồng ý và cũng lưu ý rằng toàn bộ ban nhạc đã hoàn toàn cam kết với lời bài hát của Fanning, nói rằng "Điều thực sự quan trọng đối với chúng tôi là đồng ý với những gì Bernard hát." 
Odyssey Number Five đánh dấu nỗ lực thành công đầu tiên của Powderfinger vào thị trường Hoa Kỳ. Fanning đã nói với Billboard trong một cuộc phỏng vấn năm 2001 rằng ban nhạc không được coi là điều hiển nhiên, tuy nhiên, nói rằng "Ở Mỹ, chúng tôi chưa thực sự làm việc gì để xứng đáng với bất kỳ sự nổi tiếng lớn nào",  với "sự rung cảm" trên album trước không đạt được chính thống Mỹ. Powderfinger lưu diễn rộng khắp đất nước, biểu diễn tại 22 thành phố. Kết quả của những nỗ lực này, My Happiness đã nhanh chóng được đưa vào vòng quay trên KROQ-FM và một số đài phát thanh khác. Bài hát cuối cùng đã đứng ở vị trí thứ 23 trên bảng xếp hạng Modern Rock Track. Thành công này được hỗ trợ bởi ban nhạc xuất hiện trong chương trình Muộn cùng David Letterman và hỗ trợ Coldplay trong chuyến lưu diễn.  Guitarist Darren Middleton đã tóm tắt công việc của họ ở Hoa Kỳ bằng cách nêu rõ "Năm nay có một chút mờ mịt".

## Phát hành album và đơn
Odyssey Number Five được phát hành vào ngày 4 tháng 9 năm 2000, trên nhãn thu âm Grudge / Universal. Album được phát hành tại Vương quốc Anh trên Polydor, với 15 phút video và một bài hát bổ sung Nature Boy, vào một ngày sau đó. Một phiên bản lấy mẫu đã được phát hành tại Hoa Kỳ vào năm 2001, có năm bản nhạc.
Bốn đĩa đơn được phát hành từ album. "My Kind of Scene" là lần đầu tiên; phát hành dưới dạng đĩa đơn quảng cáo vào tháng 6 năm 2000. Ca khúc được viết cho bộ phim năm 2000 Mission: Impossible 2, và xuất hiện trên nhạc nền của nó. Collins và Middleton nhớ lại rằng bài hát được viết và sản xuất với hình ảnh của Tom Cruise và Nicole Kidman trên tường của phòng thu của ban nhạc "như nguồn cảm hứng". Họ lưu ý rằng ban nhạc đã thực hiện ba bài hát để đáp ứng yêu cầu của Mission: Impossible 2 và "My Kind of Scene" đã được chọn qua "Up & Down & Back Again" và "Any Makes You Happy".
Đĩa đơn thứ hai trong album là "My Happiness ", được phát hành vào ngày 14 tháng 8 năm 2000 tại Úc. "My Happiness" đã lọt vào bảng xếp hạng đĩa đơn ARIA ở vị trí thứ 4 và dành 24 tuần trên bảng xếp hạng, trở thành đĩa đơn xếp hạng cao nhất của Powderfinger tại Úc. Nó đạt vị trí thứ 7 trên bảng xếp hạng đĩa đơn của New Zealand và dành 23 tuần trong top 50. Hơn nữa, "My Happiness" là đĩa đơn đầu tiên của Powderfinger tại Hoa Kỳ, đạt hạng 23 trên bảng xếp hạng Modern Rock Track.
" Like a Dog " được phát hành dưới dạng đĩa đơn thứ ba vào ngày 15 tháng 1 năm 2001. Bài hát nặng về tình cảm chính trị, giống như "The Day You Come " trên Internationalist. Đoạn riff cho bài hát được viết bởi Ian Haug, và video âm nhạc của bài hát có võ sĩ thổ dân Úc Anthony Mundine, và được dựa trên bộ phim Raging Bull năm 1980 của Martin Scorsese. Tay trống Jon Coghill cho biết bài hát xoay quanh câu hỏi "tại sao địa ngục John Howard sẽ không nói xin lỗi với thổ dân!"  "Giống như một con chó" đã dành một tuần trên Bảng xếp hạng đĩa đơn ARIA, ở # 40.
Hai bài hát trong album, The Meter và Waiting for the Sun, đã được phát hành dưới dạng hai mặt A để tạo thành đĩa đơn cuối cùng. Đĩa đơn được phát hành vào ngày 21 tháng 8 năm 2001, và bao gồm một bản cover Number of the Beast của Iron Maiden. Waiting for the Sun được viết bởi Fanning như một bài hát theo phong cách phúc âm, sùng đạo. Ông nói về bài hát; "Đó là về mối quan hệ và thực sự hạnh phúc với nó."  The Meter đã có một tuần trên Bảng xếp hạng đĩa đơn ARIA, ở vị trí 31.

## Tiếp nhận
Odyssey Number Five chủ yếu đạt được những đánh giá tích cực và thành công hơn so với người tiền nhiệm của nó, Internationalist. Nhà phê bình hàng tuần của Entertainment Entertainment Marc Weingarten đã cho album điểm B+. Ông tuyên bố rằng album đã đi vào "địa hình" mới trong guitar rock, khen ngợi "guitar cào và vuốt", so sánh với Travis ("prim") và Oasis ("mock-grandiose").
Nhà phê bình Allmusic, Dean Carlson không thích album này, đánh giá nó là một sao rưỡi. Ông mô tả nó là "ít hơn một góc nhìn hơi khác thường về thế giới của những người Mỹ giữa thập niên 90", và mô tả nó rất giống với Neil Young.  Mặc dù vậy, Carlson đã ca ngợi các bài hát Odyssey # 5 và My Happiness, nói rằng "Rất thường xuyên, Powderfinger quá nghiêm túc, hơi quá cẩn thận trong sự nghiệp". Carlson lưu ý rằng mặc dù phê bình, album đã đạt được một số thành công ở thị trường Mỹ.
Devon Powers của PopMatters khen ngợi giọng hát của Fanning, và cho biết trọng tâm của album là "những bản ballad sôi động".  Powers nói rằng nhiều bài hát trong album là "loại bài hát bạn lặp đi lặp lại hàng giờ hoặc hàng ngày".  Bài phê bình chính dành cho "những con số nhanh hơn", nói rằng Like a Dog "nghe có vẻ hơi chán".  Đánh giá kết luận bằng cách lưu ý rằng những bài hát hay nhất trên Odyssey là những bài hát không có sẵn dưới dạng "đĩa đơn radio và nhạc nền".
Odyssey Number Five đã giành giải thưởng ARIA năm 2001 cho "Album của năm", "Album bán chạy nhất", "Album nhạc rock hay nhất", "Nghệ thuật bìa hay nhất" và "Nhóm hay nhất". My Happiness đã giành giải thưởng "Đĩa đơn của năm", trong khi "Like a Dog" được đề cử cho "Đĩa đơn bán chạy nhất" và "Video hay nhất". Tại lễ trao giải ARIA năm 2002, The Metre đã được đề cử cho "Nhóm hay nhất". Album được đặt tên là "Album của năm" bởi độc giả của tạp chí Rolling Stone Australia, với My Happiness lấy ra "Bài hát của năm" và Powderfinger nhận được "Ban nhạc của năm".

## Các bài hát trong album
Tất cả các bài hát được viết bởi Powderfinger:
1. Waiting for the Sun                        - 3:54
2. My Happiness                                - 4:36
3. The Metre                                      - 4:33
4. Like a Dog                                     - 4:20
5. Odyssey # 5                                  - 1:44
6. Up & Down & Back Again             - 4:24
7. My Kind of Scene                         - 4:37
8. These Days                                  - 4:58
9. We Should Be Together Now   - 3:42
10. Thrilloilogy                                    - 6:10
11. Whatever Makes You Happy   - 2:28
12. Nature Boy (phát hành tại Anh)   - 3:37

## Biểu đồ

### Bảng xếp hạng cuối năm
| Biểu đồ (2000)                 | Hạng |
| ------------------------------ | ---- |
| Album Úc (ARIA)                | 2    |
| Bảng xếp hạng album nghệ sĩ Úc | 1    |
| Biểu đồ (2001)                 | Hạng |
| Album Úc (ARIA)                | 7    |
| Bảng xếp hạng album nghệ sĩ Úc | 2    |
| Biểu đồ (2002)                 | Hạng |
| Album Úc (ARIA)                | 90   |
| Bảng xếp hạng album nghệ sĩ Úc | 13   |

### Bảng xếp hạng thập kỷ
| Biểu đồ (2000 Vang2009) | Hạng |
| ----------------------- | ---- |
| Album Úc (ARIA)         | 11   |
| Album Nghệ sĩ Úc (ARIA) | 4    |

## Chứng nhận
| Quốc gia                                                                           | Chứng nhận  | Số đơn vị/doanh số chứng nhận |
| ---------------------------------------------------------------------------------- | ----------- | ----------------------------- |
| [ 34 ]                                                                             | {{{award}}} | 0                             |
| * Chứng nhận dựa theo doanh số tiêu thụ. ^ Chứng nhận dựa theo doanh số nhập hàng. |             |                               |

## Phần thưởng

### Giải thưởng ARIA
| Năm  | Đề cử công việc     | Giải thưởng              | Kết quả |
| ---- | ------------------- | ------------------------ | ------- |
| 2001 | Odyssey Number Five | Album của năm            | Thắng   |
| 2001 | Odyssey Number Five | Album bán chạy nhất      | Thắng   |
| 2001 | Odyssey Number Five | Album nhạc rock hay nhất | Thắng   |
| 2001 | Odyssey Number Five | Ảnh bìa đẹp nhất         | Thắng   |
| 2001 | Odyssey Number Five | Nhóm tốt nhất            | Thắng   |
| 2001 | My Happiness        | Độc thân của năm         | Thắng   |
| 2001 | Like a Dog          | Bán đơn cao nhất         | Đề cử   |
| 2001 | Like a Dog          | Video hay nhất           | Đề cử   |
| 2002 | The Metre           | Nhóm tốt nhất            | Đề cử   |

### Giải thưởng khác
| Năm  | Các nhà cung cấp                               | Bài hát đề cử      | Giải thưởng                    | Kết quả   |
| ---- | ---------------------------------------------- | ------------------ | ------------------------------ | --------- |
| 1999 | Ba J                                           |                    | 100 người giới thiệu nóng nhất | Hạng nhất |
| 2000 | Ba J                                           | My Happiness       | 100 người giới thiệu nóng nhất | Hạng nhất |
| 2000 | Ba J                                           | My Kind of Scene   | 100 người giới thiệu nóng nhất | Hạng 3    |
| 2001 | APRA                                           | My Happiness       | Bài hát của năm                | Đã thắng  |
| 2010 | John O'Dellell, Toby Creswell, Craig Mathieson | Số năm của Odyssey | 100 album hay nhất của Úc      | Hạng 43   |
| 2011 | Ba J                                           | Số năm của Odyssey | 100 album Úc hấp dẫn nhất      | ạng 1     |

## Thành viên
| Powderfinger - Bernard Fanning – guitars and vocals - Darren Middleton – guitars and backing vocals - Ian Haug – guitars - John Collins – bass guitars - Jon Coghill – drums và percussion Production - Nick DiDia – production, engineering và mixing - Matt Voigt – assistant engineering - Anton Hagop – assistant engineer - Stewart Whitmore – digital editing - Stephen Marcussen – mastering - Anton Hagop – assistant production - Kevin Wilkins – art direction and photography | Additional musicians - Nick DiDia – percussion - Alex Pertout – percussion - Matt Murphy – Hammond organ, Wurlitzer electric piano, Prophet-5 synthesizer - Daniel Denholm – string arrangements - Jun Yi Ma – violin - Naomi Radom – violin - Fiona Ziegler – violin - Jacob Plooij – violin - Mandy Murphy – viola - Felicity Wyithe – viola - Peter Morrison – cello - Maxime Bibeau – contrabass guitar - Damien Bennett – backing vocals Tiddas - Lou Bennett – backing vocals - Sally Dastey – backing vocals - Amy Saunders – backing vocals |